# Phil Esposito
Philip Anthony Esposito, detto Phil (Sault Sainte Marie, 20 febbraio 1942), è un ex hockeista su ghiaccio canadese.

## Biografia
È fratello di Tony Esposito, anch'egli hockeista su ghiaccio.
Nel corso della sua carriera ha giocato con St. Catharines Teepees (1961-1962), St. Louis Braves (1962-1964), Chicago Black Hawks (1963-1967), Boston Bruins (1967-1976) e New York Rangers (1975-1981).
Con la nazionale canadese ha preso parte alle Summit Series del 1972, alla Canada Cup 1976 ed al mondiale 1977.
Nel corso della sua attività è stato insignito di numerosi premi: ha infatti ottenuto cinque volte l'Art Ross Trophy (1969, 1971, 1972, 1973, 1974), due volte l'Hart Memorial Trophy (1969, 1974), due volte il Lester B. Pearson Award (1971, 1973) ed una volta il Lester Patrick Trophy (1978). Inoltre nel 1972 gli è stato attribuito il Trofeo Lou Marsh.
Nel 1984 è stato inserito nella Hockey Hall of Fame. 
Nel 1992 ha cofondato la squadra dei Tampa Bay Lightning.